# Harvie und das magische Museum
Harvie und das magische Museum ist ein tschechisch-russisch-belgischer 3D-Comedy-Fantasy-Film aus dem Jahr 2017, der auf dem tschechischen Marionetten-Comedy-Duo Spejbl und Hurvínek basiert.

## Prämisse
Harvie, ein unruhiger zehnjähriger Junge, aktiviert versehentlich die legendäre Zauberscheibe, die Puppen zum Leben erweckt. Allerdings bringt dies auch den verrückten Puppenspieler zurück, der die ganze Stadt und alle ihre Bewohner in seine eigene Puppenbühne verwandeln will, und nur Harvie kann ihn aufhalten.

## Produktion
Die Produktion des Films dauerte sieben Jahre. Mit einem Budget von 170.000.000 CZK (8.000.000 USD) war es zum Zeitpunkt seiner Veröffentlichung der fünftteuerste tschechische Film und der teuerste tschechische Animationsfilm.

## Veröffentlichung und Rezeption
Der Film wurde am 31. August 2017 in der Tschechischen Republik und der Slowakei veröffentlicht und schaffte einen weltweiten Bruttoumsatz von 2.079.037 USD. In der Tschechischen Republik erwirtschaftete er 354.048 $ bei einem Gesamtbrutto von 1.007.954 $; in der Slowakei 2.265 $ bei brutto 61.859 $.
Zum Kinostart in Russland am 7. März 2019 sollte gleichzeitig der belgische Animationsfilm Royal Corgi – Der Liebling der Queen in die Kinos kommen, für den viermal so viele Zuschauer erwartet wurden. Um die staatlich geförderte Produktion Harvie dieser Konkurrenz nicht auszusetzen, verwehrte das Ministerium für Kultur dem belgischen Film Royal Corgi die Verleihgenehmigung für den 7. März. Aus Protest gegen diese geschäftsschädigende Maßnahme boykottierten die Vereinigung der Kinobetreiber (Ассоциация владельцев кинотеатров) und drei Kinoketten Harvie. Statt der prognostizierten 25 Millionen Rubel spielte der Film am Eröffnungswochenende in den am Boykott nicht beteiligten Kinos nur 14 Millionen Rubel ein (235.105 US-Dollar). Nach umfangreichen Auseinandersetzungen um die missglückte Terminierung wurde der Boykott am 16. März aufgehoben. Harvie kam in Russland und den GUS auf ein Gesamtbrutto von 468.680 US-Dollar.
Der Film erhielt allgemein negative Kritiken.